# Patty Mills
Patrick "Patty" Sammie Mills (Camberra, 11 de agosto de 1988) é um jogador australiano de basquete que atualmente joga no Los Angeles Clippers da National Basketball Association (NBA).
Mills nasceu e cresceu em Canberra e tem descendência aborígene australiana. Em 2007, ele se tornou o terceiro jogador de basquete indígena a jogar pela seleção australiana. Mills foi selecionado pelo Portland Trail Blazers como a 55ª escolha geral no draft da NBA de 2009 depois de jogar dois anos de basquete universitário pelo Saint Mary's.
Mills jogou pelo Trail Blazers por duas temporadas. Em 2011, durante a greve da NBA, ele jogou pelo Melbourne Tigers da National Basketball League (NBL) e pelo Xinjiang Flying Tigers na China. Mills retornou aos Estados Unidos em março de 2012 e assinou com o San Antonio Spurs. Ele se tornou um forte contribuinte e ajudou os Spurs a vencer o título da NBA de 2014. 
Em 2021, ele levou a seleção australiana à sua primeira medalha em competições internacionais nos Jogos Olímpicos de 2020.

## Primeiros anos
Mills nasceu na capital australiana, Canberra. O pai de Mills, Benny, é das Ilhas do Estreito de Torres e sua mãe, Yvonne, é aborígene australiana, filha de um homem branco e uma mulher aborígene. Como parte das gerações roubadas, ela e seus quatro irmãos foram tirados de seus pais pelo Estado australiano após a separação de seus pais em 1949. Mills disse que saber do passado de sua mãe foi um "ponto de virada" em sua compreensão de sua identidade como indígena australiano.
O tio de Mills é o ex-jogador de basquete, Danny Morseu, o segundo australiano indígena a representar a Seleção Australiana de Basquetebol nos Jogos Olímpicos; Mills seria o terceiro, trinta anos depois. Ele é primo do jogador de basquete Nathan Jawai.

## Início da carreira no basquete
Mills começou a jogar basquete quando tinha quatro anos de idade em um clube indígena que seus pais fundaram chamado "The Shadows". Enquanto crescia, ele era gandula do Canberra Cannons da National Basketball League (NBL). O futuro treinador de Mills no Saint Mary's College of California, David Patrick, jogou pelos Cannons durante esse tempo e desenvolveu um relacionamento com a família Mills.
Além de jogar basquete, Mills também jogou futebol australiano. Ele teve a oportunidade de seguir uma carreira na Australian Football League (AFL), mas decidiu se concentrar no basquete. Em 2005, ele impressionou fortemente o Festival Da Juventude Olímpica Australiana, um evento considerado uma vitrine para futuros talentos esportivos de elite.
Mills estudou no Marista College de Canberra, mas saiu no final de 2004 para frequentar o Instituto Australiano de Esportes e o Lake Ginninderra College.

## Carreira universitária

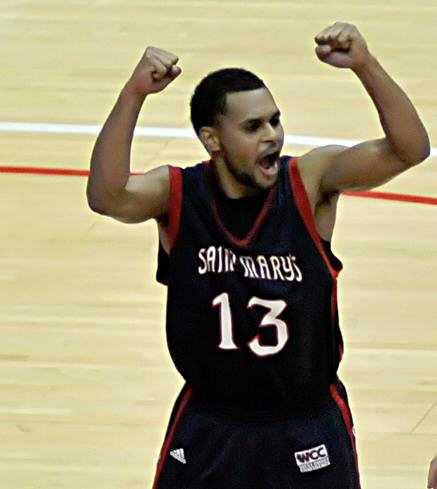
Mills em dezembro de 2008.

Em novembro de 2006, Mills assinou contrato para jogar basquete universitário pelo Saint Mary's College of California a partir da temporada de 2007-08.
Em sua primeira temporada, ele foi titular em todos os 32 jogos e teve médias de 14,8 pontos, 2,1 rebotes, 3,5 assistências e 1,8 roubos em 32,1 minutos. Ele estabeleceu um recorde da universidade de mais pontos em uma temporada com 472. Ele também ganhou três vezes o prêmio de Jogador da Semana da WCC (16 de novembro, 24 de dezembro e 19 de fevereiro).
Em seu segundo ano, temporada de 2008-09, Mills teve médias de 18,4 pontos, 3,9 assistências, 2,4 rebotes e 2,2 roubos em 32,1 minutos e foi nomeado duas vezes como o Jogador da Semana da WCC (24 de novembro e 8 de dezembro). Ele foi posteriormente nomeado para a Primeira-Equipe da WCC pelo segundo ano consecutivo.
Em abril de 2009, Mills declarou-se para o draft da NBA, perdendo seus dois últimos anos de elegibilidade universitária.

## Carreira profissional

### Portland Trail Blazers (2009–2011)
Em 25 de junho de 2009, Mills foi selecionado pelo Portland Trail Blazers como a 55ª escolha geral, tornando-se o primeiro jogador de Saint Mary desde 1983 a ser draftado.
Em 9 de julho de 2009, Mills fraturou o quinto metatarso do pé direito durante o treino e foi posteriormente excluído da Summer League. Em 16 de outubro de 2009, ele assinou contrato com o Trail Blazers. Após completar a reabilitação, Mills foi designado para o Idaho Stampede da G-League em 29 de dezembro de 2009.
Em 4 de janeiro de 2010, Mills foi chamado de volta para o Trail Blazers e fez sua estreia na NBA. Mills jogou em 10 jogos com os Trail Blazers durante sua temporada de estreia e teve média de 2,6 pontos em 3,8 minutos. Ele marcou 11 pontos no último jogo da temporada regular contra o Golden State Warriors. Ele também jogou em três jogos de playoffs.
Na temporada de 2010-11, Mills jogou em 64 jogos e teve médias de 5,5 pontos e 1,7 assistências em 12,2 minutos. Ele marcou 23 pontos no último jogo da temporada regular contra os Warriors. Ele também jogou em dois jogos de playoffs.

#### "3 Goggles"

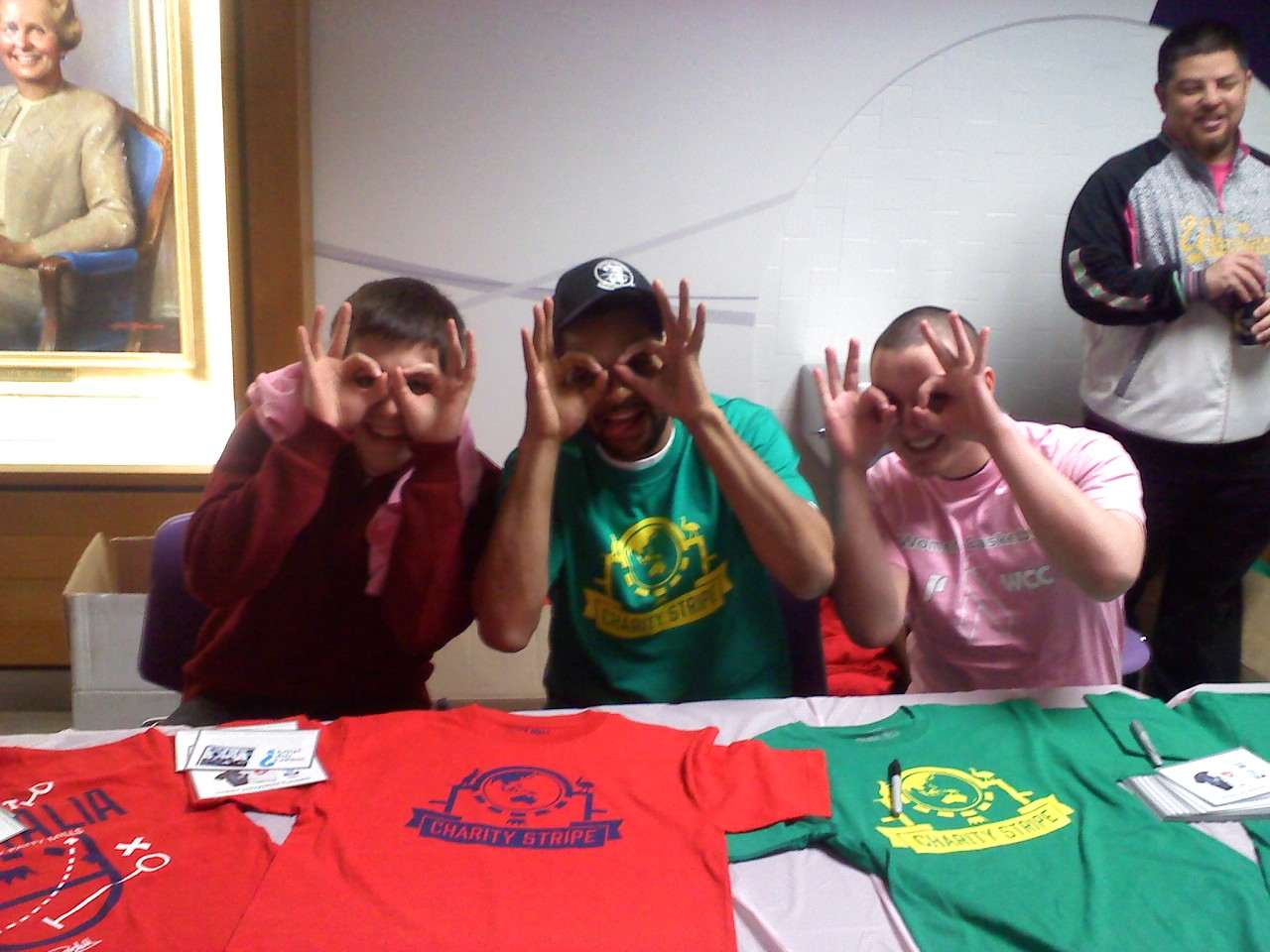
Mills (centro) fez uma pose de "3 goggles" com dois fãs em 2011.

Durante a temporada de 2010-11, os jogadores faziam um óculos com as mãos depois de fazer uma cesta de três pontos, esse gesto, que ficou conhecido como "3 Goggles", tornou-se popular na NBA. Mills e seu companheiro de equipe, Rudy Fernández, são creditados por ter começado a tendência. Mills e seus companheiros de equipe zombavam de Fernández na linha de três pontos, indicando que ele não podia ver muito bem. Então, quando Fernandez começou a acertar os arrmessos de três pontos, eles faziam os óculos com as mãos. Na perspectiva de Fernández, quando ele começou a fazer arremessos de três pontos, ele fazia o gesto de óculos para mostrar a Mills que sua visão estava ok.

### Greve da NBA de 2011

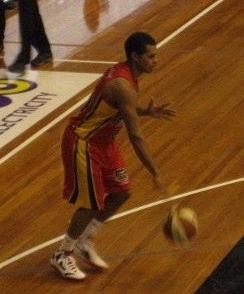
Mills durante seu período com o Melbourne Tigers

Devido a greve da NBA em 2011, Mills retornou à Austrália para jogar na National Basketball League (NBL). Em 29 de agosto de 2011, ele assinou com o Melbourne Tigers, supostamente recusando ofertas lucrativas de várias equipes europeias.
Na abertura da temporada dos Tigers em 7 de outubro de 2011, Mills marcou 28 pontos na vitória por 82-76 sobre o Sydney Kings.
Ele foi liberado pelos Tigers em 20 de novembro depois de receber uma oferta de cerca de US $ 1 milhão de um time chinês, o Xinjiang Flying Tigers. Em nove jogos pelo Melbourne, ele teve médias de 18,6 pontos, 2,3 rebotes e 5,0 assistências.
Em 4 de janeiro de 2012, Mills foi dispensado pelo Xinjiang após ficar fora por 10 dias com uma lesão no tendão. Com a greve da NBA terminando em 8 de dezembro de 2011, Mills queria voltar ao Portland Trail Blazers, mas a Associação Chinesa de Basquete não pôde garantir que ele receberia autorização da FIBA até março. Mais tarde, surgiram relatos de que Mills foi dispensado pelo Xinjiang por supostamente fingir a lesão no tendão; Mills negou a alegação. Em 12 jogos pelo Xinjiang, ele teve média de 26,5 pontos.

### San Antonio Spurs (2012–2021)
Em 27 de março de 2012, Mills assinou com o San Antonio Spurs.
Em 26 de abril de 2012, Mills registrou seu primeiro duplo-duplo na NBA com 34 pontos e 12 assistências em uma vitória por 107-101 sobre o Golden State Warriors. Mills registrou a maior pontuação em um único jogo por um australiano na NBA, superando os 32 pontos de Andrew Bogut em janeiro de 2010.
Em 13 de julho de 2012, Mills re-assinou com os Spurs. No penúltimo jogo dos Spurs na temporada regular, Mills marcou 23 pontos na derrota por 116-106 para os Warriors. Os Spurs chegaram às finais da NBA de 2013, onde perderam em sete jogos para o Miami Heat. Mills perdeu os últimos quatro jogos das finais da NBA com uma remoção de abscesso no pé direito.

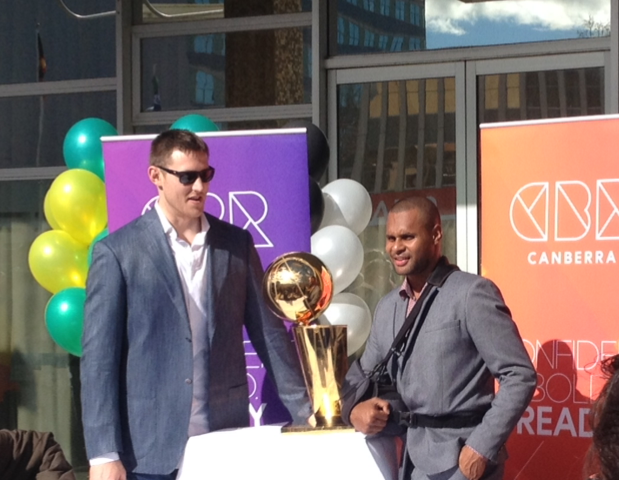
Mills (à direita) e seu companheiro de equipe, Aron Baynes, em julho de 2014, com o troféu da NBA.

Em 24 de junho de 2013, Mills exerceu sua opção de renovação em seu contrato com os Spurs. Durante a pós-temporada, ele perdeu peso e diminuiu a gordura corporal. Mills jogou em 81 jogos, sendo dois como titular, com médias de 10,2 pontos, 2,1 rebotes e 1,8 assistências em 18,9 minutos. Ele registrou 1.527 minutos na temporada de 2013-14 depois de totalizar 1.737 minutos em suas quatro temporadas anteriores combinadas. Mills ajudou os Spurs a voltarem às finais da NBA em 2014, onde enfrentaram novamente o Miami Heat. No Jogo 5 das finais da NBA, Mills marcou 14 de seus 17 pontos no terceiro quarto para ajudar a levar os Spurs a uma vitória por 104-87.
Em 11 de julho de 2014, os Spurs assinaram um contrato de três anos e US$ 12 milhões com Mills. Ele perdeu os primeiros 31 jogos da temporada de 2014-15 com uma lesão no ombro.
Em 4 de agosto de 2017, Mills re-assinou com os Spurs em um contrato de quatro anos e US$ 50 milhões. Em 4 de dezembro de 2017, na vitória por 96-93 sobre o Detroit Pistons, Mills se tornou o terceiro jogador dos Spurs a ter feito 500 cestas de 3 pontos como reserva; os outros são Manu Ginóbili e Matt Bonner. Em 18 de dezembro de 2017, na vitória por 109-91 sobre o Los Angeles Clippers, Mills se tornou um dos três únicos jogadores dos Spurs a ter marcado 3.000 pontos na carreira como reserva; os outros são Ginóbili e Malik Rose. Em 25 de fevereiro de 2018 contra o Cleveland Cavaliers, Mills subiu para o quarto lugar na lista de cestas de 3 pontos da história da franquia.
Em março de 2019, Mills se tornou o único jogador dos Spurs a fazer mais de 120 pontos em cinco temporadas diferentes.
Em 19 de janeiro de 2020, Mills fez seu 1.000º ponto na NBA. Ele é o primeiro jogador australiano na história da NBA a atingir esse marco.
Em 29 de dezembro de 2020, ele se tornou o décimo jogador na história dos Spurs a jogar em 600 jogos com a equipe. A partir de dezembro de 2020, Mills é o jogador mais longevo dos Spurs e é o único jogador que permaneceu no elenco que foi membro da equipe campeã em 2014. Também a partir de dezembro de 2020, apenas dois jogadores da NBA - Udonis Haslem do Miami Heat e Stephen Curry do Golden State Warriors — estavam com suas respectivas equipes há mais tempo do que Mills estava com os Spurs.
Em 18 de janeiro de 2021, Mills estabeleceu um recorde da NBA de mais arremessos de 3 pontos feitos para um time como reserva. Em 14 de março, Mills ultrapassou o recorde de Andrew Bogut de mais jogos da NBA por um australiano jogando seu 706º jogo.

### Brooklyn Nets (2021–2023)

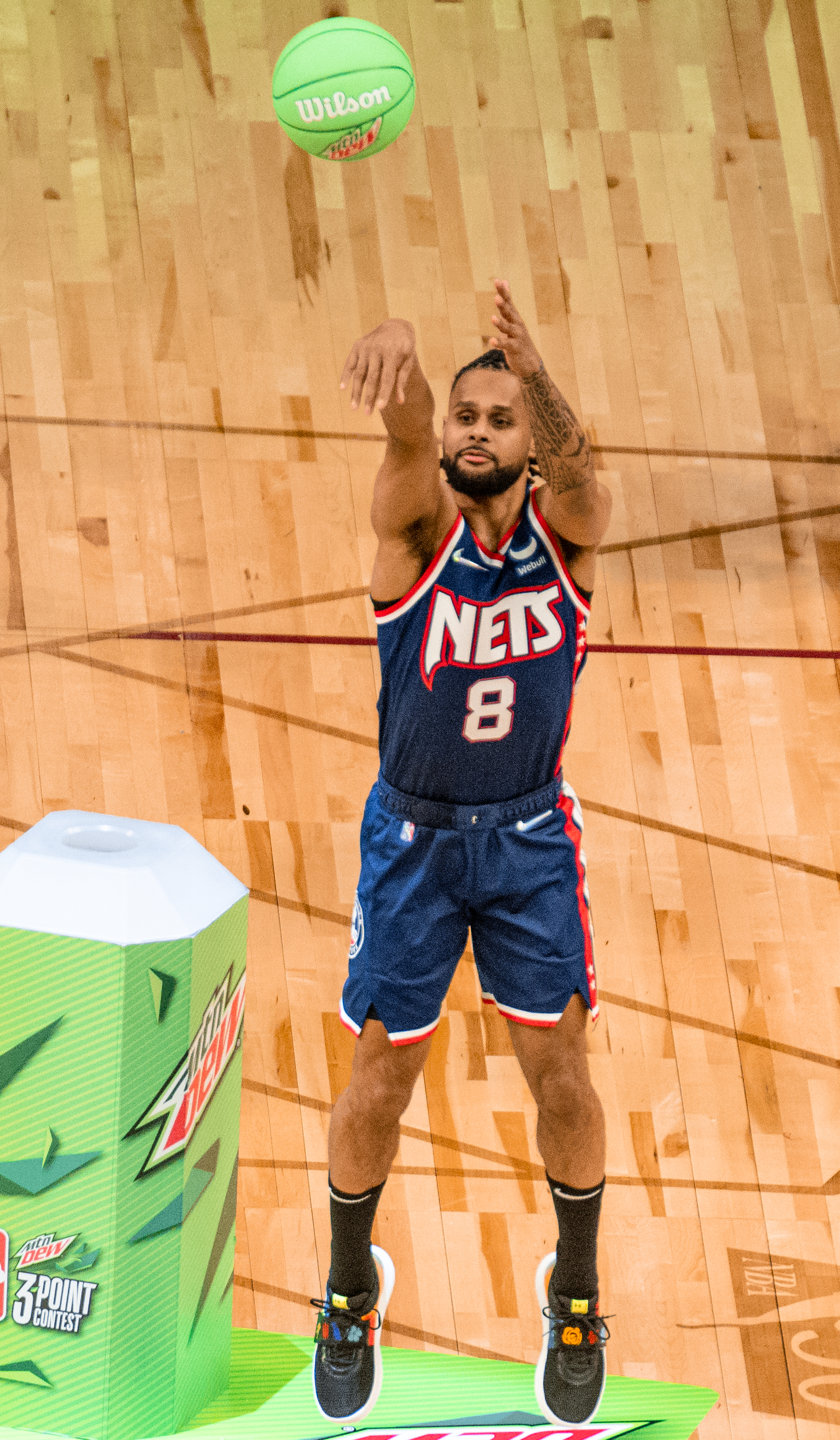
Mills no concurso de três pontos durante o All-Star Game de 2022.

Em 10 de agosto de 2021, Mills assinou um contrato de 2 anos e US$12 milhões com o Brooklyn Nets.
Em 19 de outubro, Mills fez sua estreia nos Nets e marcou 21 pontos em uma derrota por 127-104 para o Milwaukee Bucks. Ele empatou o recorde da liga de mais cestas de três pontos feitos em uma estreia com um novo time com 7. Em 22 de outubro, Mills se tornou o primeiro jogador a acertar um perfeito 10 de 10 da linha de três pontos nos dois primeiros jogos da temporada. Em 14 de novembro, ele marcou 29 pontos em nove cestas de três pontos na vitória por 120-96 sobre o Oklahoma City Thunder.
Em 22 de novembro, Mills marcou 17 pontos contra o Cleveland Cavaliers e ultrapassou o recorde da NBA de Andrew Bogut de mais pontos marcados por um australiano. Em 14 de dezembro, em uma vitória por 131-129 na prorrogação sobre o Toronto Raptors, Mills jogou 43 minutos e teve 30 pontos. No jogo de Natal da NBA, ele marcou 34 pontos, o recorde de sua carreira, em uma vitória por 122-115 sobre o Los Angeles Lakers. Seus oito arremessos de três pontos quebraram o recorde de maior número de arremessos de três pontos feitos no dia de Natal.
Em 10 de julho de 2022, Mills renovou com os Nets em um contrato de US$ 14,5 milhões por dois anos.

### Atlanta Hawks (2023–2024)
Em 6 de julho de 2023, Mills foi trocado para o Houston Rockets. Em 8 de julho, os Rockets o enviaram para o Oklahoma City Thunder como parte de uma troca envolvendo cinco times, e quatro dias depois, ele foi trocado pela terceira vez para o Atlanta Hawks em troca de TyTy Washington, Usman Garuba, Rudy Gay e uma escolha de segunda rodada de 2026.
Em 29 de fevereiro de 2024, os Hawks dispensaram Mills.

### Miami Heat (2024)
Em 6 de março de 2024, Mills assinou um contrato até o fim da temporada com o Miami Heat.

### Utah Jazz (2024–Present)
Em 5 de setembro de 2024, Mills assinou um contrato com o Utah Jazz.

## Carreira na seleção nacional
Em 2007, Mills fez sua estreia pela Seleção Australiana no FIBA Oceania. Mills tornou-se o terceiro jogador de basquete indígena a jogar pela Austrália, atrás de Michael Ah Matt (1964) e Danny Morseu (1980-84). No ano seguinte, ele jogou pela Austrália nos Jogos Olímpicos de 2008, onde teve média de 14,2 pontos. 
Mills jogou no Campeonato Mundial de 2010 e no FIBA Oceania de 2011, antes de representar mais uma vez seu país nos Jogos Olímpicos de 2012. Nos Jogos Olímpicos de 2012, Mills teve a maior média de pontuação com 21,2 pontos, à frente de Kevin Durant, dos Estados Unidos, que teve média de 19,5 pontos.
Em 2013, Mills jogou pela Austrália no FIBA Oceania. Dois anos depois, ele jogou no FIBA Oceania de 2015. Em 2016, ele ajudou os Boomers a terminar em quarto lugar nos Jogos Olímpicos de 2016.
Na cerimônia de abertura dos Jogos Olímpicos de 2020, Mills se tornou o primeiro indígena australiano a ser porta-bandeira quando carregou a bandeira australiana ao lado da nadadora Cate Campbell. Como capitão, Mills ajudou a levar a Austrália a obter sua primeira medalha olímpica no basquete masculino, marcando 42 pontos contra a Eslovênia na disputa da medalha de bronze.
Mills representou a Austrália mais uma vez nas Olimpíadas de 2024 em Paris. No terceiro jogo do grupo, ele marcou 13 pontos contra a Grécia, o que o levou ao quinto lugar na lista de maiores pontuadores de todos os tempos nas Olimpíadas, superando Wlamir Marques. Ele terminou o torneio como o segundo maior pontuador da Austrália, logo atrás de Josh Giddey, marcando 66 pontos para elevar seu total de carreira para 567.

## Estatísticas na NBA
| † | Quando foi campeão |

### Temporada regular
| Ano      | Equipe      | PJ  | PT  | MPJ  | AP   | 3P   | LL    | RT  | AS  | BR | TO | PPJ  |
| -------- | ----------- | --- | --- | ---- | ---- | ---- | ----- | --- | --- | -- | -- | ---- |
| 2009-10  | Portland    | 10  | 0   | 3.8  | .417 | .500 | .571  | .2  | .5  | .0 | .0 | 2.6  |
| 2010-11  | Portland    | 64  | 0   | 12.2 | .412 | .353 | .766  | .8  | 1.7 | .4 | .0 | 5.5  |
| 2011-12  | San Antonio | 16  | 3   | 16.3 | .485 | .429 | 1.000 | 1.8 | 2.4 | .6 | .1 | 10.3 |
| 2012-13  | San Antonio | 58  | 2   | 11.3 | .469 | .400 | .842  | .9  | 1.1 | .4 | .1 | 5.1  |
| 2013-14† | San Antonio | 81  | 2   | 18.9 | .464 | .425 | .890  | 2.1 | 1.8 | .8 | .1 | 10.2 |
| 2014-15  | San Antonio | 51  | 0   | 15.7 | .381 | .341 | .825  | 1.5 | 1.7 | .5 | .0 | 6.9  |
| 2015-16  | San Antonio | 81  | 3   | 20.5 | .425 | .384 | .810  | 2.0 | 2.8 | .7 | .1 | 8.5  |
| 2016–17  | San Antonio | 80  | 8   | 21.9 | .439 | .413 | .825  | 1.8 | 3.5 | .8 | .0 | 9.5  |
| 2017–18  | San Antonio | 82  | 36  | 25.7 | .411 | .372 | .890  | 1.9 | 2.8 | .7 | .1 | 10.0 |
| 2018–19  | San Antonio | 82  | 1   | 23.3 | .425 | .394 | .854  | 2.2 | 3.0 | .6 | .1 | 9.9  |
| 2019–20  | San Antonio | 66  | 1   | 22.5 | .431 | .382 | .866  | 1.6 | 1.8 | .8 | .1 | 11.6 |
| 2020–21  | San Antonio | 68  | 1   | 24.8 | .412 | .375 | .910  | 1.7 | 2.4 | .6 | .0 | 10.8 |
| 2021–22  | Brooklyn    | 81  | 48  | 29.0 | .408 | .400 | .814  | 1.9 | 2.3 | .6 | .2 | 11.4 |
| 2022–23  | Brooklyn    | 40  | 2   | 14.2 | .411 | .366 | .833  | 1.1 | 1.4 | .4 | .1 | 6.2  |
| 2023–24  | Atlanta     | 19  | 0   | 10.6 | .373 | .382 | —     | 1.1 | .7  | .5 | .1 | 2.7  |
| 2023–24  | Miami       | 13  | 5   | 16.4 | .338 | .208 | 1.000 | 1.2 | 1.5 | .8 | .0 | 5.8  |
| Carreira | Carreira    | 892 | 112 | 17.9 | .418 | .382 | .846  | 1.4 | 1.9 | .5 | .0 | 7.9  |

### Play-In
| Ano      | Equipe      | PJ | PT | MPJ  | AP   | 3P   | LL   | RT  | AS  | BR  | TO  | PPJ |
| -------- | ----------- | -- | -- | ---- | ---- | ---- | ---- | --- | --- | --- | --- | --- |
| 2021     | San Antonio | 1  | 0  | 30.4 | .429 | .500 | —    | 1.0 | .0  | 1.0 | .0  | 9.0 |
| 2022     | Brooklyn    | 1  | 0  | 17.5 | .400 | .400 | —    | 5.0 | 1.0 | .0  | 1.0 | 6.0 |
| 2024     | Miami       | 1  | 0  | 3.3  | —    | —    | —    | .0  | 1.0 | .0  | .0  | .0  |
| Carreira | Carreira    | 3  | 0  | 17.0 | .414 | .450 | .846 | 2.0 | .6  | .3  | .3  | 5.0 |

### Playoffs
| Ano      | Equipe      | PJ | PT | MPJ  | AP   | 3P    | LL    | RT  | AS  | BR  | TO | PPJ  |
| -------- | ----------- | -- | -- | ---- | ---- | ----- | ----- | --- | --- | --- | -- | ---- |
| 2010     | Portland    | 3  | 0  | 4.0  | .500 | 1.000 | 1.000 | .0  | 1.0 | .0  | .0 | 2.0  |
| 2011     | Portland    | 2  | 0  | 2.5  | .000 | .000  | .000  | .5  | .0  | .0  | .0 | .0   |
| 2012     | San Antonio | 8  | 0  | 3.9  | .545 | .600  | .000  | .4  | .6  | .1  | .0 | 1.9  |
| 2013     | San Antonio | 9  | 0  | 3.4  | .500 | .286  | .000  | .3  | .2  | .0  | .0 | 1.3  |
| 2014†    | San Antonio | 23 | 0  | 15.3 | .447 | .405  | .769  | 1.5 | 1.4 | .7  | .0 | 7.3  |
| 2015     | San Antonio | 7  | 0  | 16.0 | .500 | .571  | 1.000 | 2.7 | 1.1 | .3  | .0 | 10.1 |
| 2016     | San Antonio | 10 | 0  | 16.7 | .434 | .361  | .636  | 1.4 | 2.0 | .7  | .0 | 6.6  |
| 2017     | San Antonio | 16 | 6  | 26.0 | .407 | .360  | .864  | 2.1 | 2.7 | .8  | .1 | 10.3 |
| 2018     | San Antonio | 5  | 5  | 33.0 | .439 | .371  | .800  | 2.0 | 2.6 | .6  | .2 | 13.4 |
| 2019     | San Antonio | 7  | 0  | 21.7 | .326 | .136  | .600  | 2.1 | 3.6 | 1.0 | .1 | 5.3  |
| 2022     | Brooklyn    | 4  | 0  | 18.0 | .563 | .538  | —     | 1.0 | .0  | .0  | .3 | 6.3  |
| 2023     | Brooklyn    | 1  | 0  | 5.3  | .000 | .000  | —     | .0  | .0  | .0  | .0 | .0   |
| 2024     | Miami       | 3  | 0  | 17.2 | .353 | .273  | .750  | .3  | 1.0 | .3  | .0 | 6.0  |
| Carreira | Carreira    | 98 | 11 | 14.0 | .385 | .377  | .583  | 1.1 | 1.2 | .3  | .0 | 5.4  |

## Prêmios e Homenagens
- NBA:
  - Campeão da NBA: 2014;
  - NBA Sportsmanship Award: 2022;

## Vida pessoal
Mills conheceu a sua namorada de longa data, Alyssa Levesque, que também era jogadora de basquete universitário, enquanto ambos frequentavam o Saint Mary's College of California.
Em julho de 2014, Mills foi presenteado com as chaves da cidade de Camberra.
Em 2017, Mills co-escreveu uma série de livros para jovens leitores com Jared Thomas, publicado em 2018 como Game Day! Championship Collection.
Mills é um fã fervoroso de rugby, apoiando o Brisbane Broncos na National Rugby League. Ele também é torcedor do Adelaide Crows na Australian Football League.

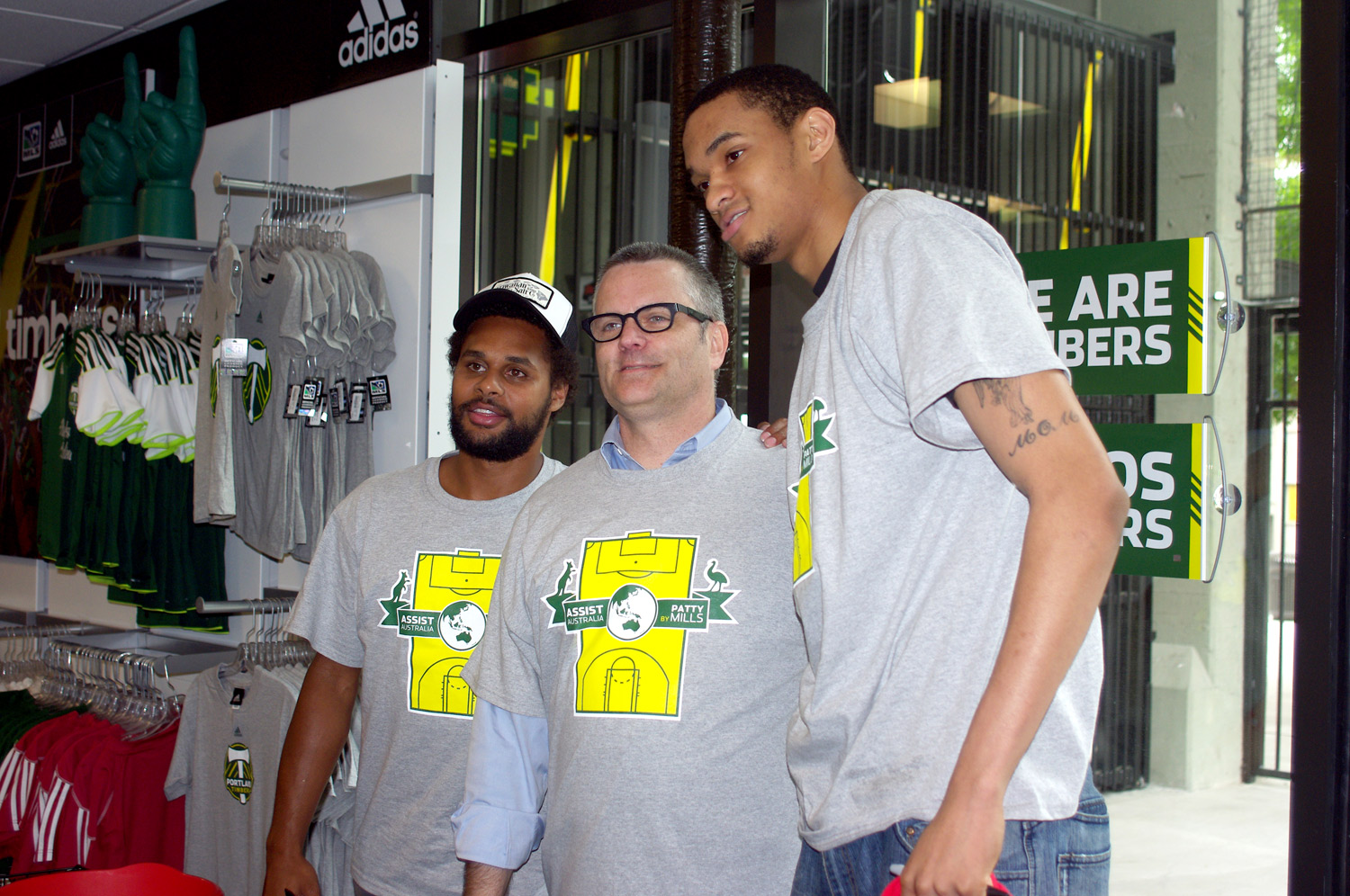
Mills (à esquerda) com o então companheiro de equipe, Chris Johnson, e o prefeito de Portland, Sam As, em junho de 2011, vestindo camisetas "Assist Australia".

## Ativismo
Em 2011, Mills iniciou o projeto de caridade "Assist Australia" após as inundações de Queensland em março de 2010 e em dezembro de 2010 a janeiro de 2011. Seu primeiro trabalho de caridade veio em 2010, ajudando a arrecadar mais de US$ 40.000 para o primeiro alívio de enchentes.

Mills usou sua plataforma e recursos para combater o racismo e a brutalidade policial, especialmente em seu país natal, a Austrália. Em 2020, Mills ajudou a lançar "We Got You", uma campanha para mostrar apoio aos atletas enquanto lutam contra o racismo no esporte australiano. Ele também deu cerca de US $ 1 milhão para Black Lives Matter Australia e Black Deaths in Custody.